# Lom (Ústí nad Labem)
Lom é uma cidade checa localizada na região de Ústí nad Labem, distrito de Most.